# Operatore completamente continuo
In matematica, un operatore completamente continuo è un operatore lineare limitato tra spazi di Banach che trasforma successioni debolmente convergenti in successioni convergenti in norma. In modo equivalente, una funzione {\displaystyle f} che mappa tutti i sottospazi relativamente debolmente compatti di uno spazio di Banach {\displaystyle X} in sottospazi relativamente compatti di uno spazio di Banach {\displaystyle Y} è completamente continua.
Dato uno spazio localmente convesso {\displaystyle V} sui reali, una funzione continua {\displaystyle f:D\to V} definita su un insieme chiuso {\displaystyle D\subset V} è completamente continua se esiste un insieme compatto {\displaystyle K} tale per cui {\displaystyle f(D)\subset K}.
Tutti gli operatori compatti sono completamente continui, ma non è vero il viceversa.